# Wendell & Wild
Wendell & Wild è un film d'animazione del 2022 diretto da Henry Selick.
Realizzato con la tecnica della stop-motion è stato sceneggiato con Jordan Peele dal regista che insieme allo stesso figura anche tra i produttori.
Basato sull'omonimo libro mai pubblicato di Selick e Clay McLeod Chapman, vede Keegan-Michael Key e Peele interpretare i due demoni protagonisti, mentre Lyric Ross, Angela Bassett, James Hong e Ving Rhames ricoprono ruoli secondari. L'opera è la prima di Selick dopo Coraline e la porta magica, del 2009.

## Trama
La giovane Kat vive con i suoi genitori Delroy e Wilma, i quali possiedono una fabbrica di birra che si rifiutano di vendere. Un giorno, mentre torna a casa sotto la pioggia, Kat morde una mela ed è spaventata da un verme a due teste. La loro macchina devia da un ponte e precipita in acqua, dove Kat è costretta a nuotare in superficie mentre i suoi genitori affogano rinchiusi nell'abitacolo. Da allora, Kat è diventata un'adolescente amareggiata che è entrata e uscita dal carcere minorile. Nel frattempo, i due fratelli demoni Wendell e Wild trascorrono le loro giornate a spalmare crema per capelli sul loro gigantesco padre Buffalo Belzer, mentre le anime vengono torturate nel suo luna park situato sulla sua pancia. Il sogno dei fratelli è quello di avere un luna park per conto loro, ma il padre rifiuta e continua a punirli con lavori umili.
Kat viene riportata a Rust Bank, la sua città natale, ed è iscritta a una scuola femminile guidata dall'avido padre Bests che l'ha accettata solo per ottenere sussidio per la scuola. Kat viene accolta da un trio di ragazze guidate da Siobhan Klaxon, i cui genitori Lane e Ingmar, possiedono la Klaxon Korp che ha comprato tutto in città, inclusa la fabbrica di birra nel frattempo bruciata dei genitori della protagonista. Kat incontra anche Raúl Cocolotl, un ragazzo trans, che un tempo faceva parte del gruppo di Siobhan e la cui madre Marianna è convinta che l'incendio che ha distrutto la fabbrica e ucciso tutti i lavoratori sia stato appiccato dai Klaxon. In una lezione tenuta da sorella Helley, Kat ha un breve scontro con un'entità misteriosa e ottiene un segno sulla sua mano. Questo avverte Wendell e Wild che la identificano come la loro fanciulla infernale. Nel suo sogno, la informano che se li evoca, possono aiutarla a far tornare in vita i suoi genitori, nonostante non abbiano idea di come farlo.
Kat ruba quindi un Balzebollorso, un orso di peluche demoniaco, da Sorella Helley in modo che possa evocare Wendell e Wild. Si scopre che anche Sorella Helley fu a sua volta una fanciulla infernale e lavora con il cacciatore di demoni Manberg che si atteggia a bidello della scuola e tiene i demoni che ha catturato in barattoli. Helley sospetta che Kat sia proprio come lei. Nel frattempo viene confermato che i Klaxon hanno bruciato la fabbrica di birra molti anni fa e padre Bests è l'unico testimone, così lo uccidono facendolo sembrare un incidente. Dopo il suo funerale, Kat recluta Raúl come suo testimone nell'evocare i fratelli demoni. Tuttavia, i fratelli finiscono dalla parte sbagliata del cimitero e Kat crede di essere stata presa in giro. 
Wendell e Wild, che hanno scoperto che la crema per i capelli del padre può riportare in vita i morti, la usano su padre Bests che dice loro che se vogliono essere pagati per la costruzione del loro luna park, hanno bisogno che i piani di demolizione dei Klaxons siano approvati, ma ciò può accadere solo se il consiglio comunale originale fosse vivo. Bests rivela di essere ancora vivo ai Klaxon e questi accettano di pagare lui e i fratelli, a condizione che non portino in vita nessun altro. Kat viene a sapere del ritorno in vita di Bests ed è sconvolta. Affrontando i fratelli in seguito, i due le promettono di aiutarla se lei giura di servirli. Raúl è costretto ad aiutare a scovare i membri del consiglio, ma porta via la crema per far rivivere Delroy e Wilma. Wendell e Wild lo scoprono e lo intrappolano. Kat ritrova i suoi genitori a casa e, nonostante la sua gioia, è costretta ad andare ad aiutare Raúl convincendo i due fratelli che il loro destriero ha mangiato lei e Raúl. 
Mentre il consiglio degli zombi approva i piani di demolizione dei Klaxon, Siobhan scopre l'inganno dei suoi genitori e parte per avvertire Kat. Sorella Helley porta Kat a Manberg e le fa passare un portale spirituale per recidere il legame tra lei e Wendell e Wild. Ciò si traduce nell'accettare il fatto che la morte dei suoi genitori non è stata colpa sua. Padre Bests, Wendell e Wild rapiscono Delroy e Wilma, ma vedono che non rappresentano una minaccia. Tutti arrivano al cimitero, incluso Siobhan che informa Bests, Wendell e Wild che i soldi che i Klaxon hanno dato loro sono inutili. Buffalo Belzer arriva dopo aver scoperto l'inganno di Wendell e Wild, ma durante il trambusto vede un murale dipinto da Raúl che lo convince di essere stato terribile con i suoi figli. Manberg rilascia con simpatia i demoni che ha catturato dopo aver appreso che erano i figli di Buffalo Belzer, e quest'ultimo si scusa con Wendell e Wild, approvando i loro piani per costruire un nuovo luna park. Bests muore improvvisamente e Kat si rende conto che la crema per capelli riporta solo temporaneamente in vita i morti.
Il gruppo corre per fermare la demolizione durante la quale Raúl usa l'ultima crema per far rivivere tre operai morti di una fabbrica di birra che forniscono una testimonianza dei crimini malvagi dei Klaxon, che vengono quindi portati via. Delroy e Wilma muoiono lentamente, ma non prima che Kat usi i suoi poteri per dare loro un'idea del futuro in cui Rust Bank torni a risplendere. Wendell e Wild rivelano che con il loro nuovo luna park, hanno in programma di regalare a Delroy e Wilma pass VIP per l'eternità.
In una scena post-credit, un animatore che lavora nel bel mezzo della notte filma sulla sua telecamera il modello di Kat che prende vita e ne è divertito.

## Personaggi
- Kat Elliott, doppiata in originale da Lyric Ross e in italiano da Chiara Fabiano.
- Wendell, doppiato in originale da Keegan-Michael Key e in italiano da Nanni Baldini.
- Wild, doppiato in orinale da Jordan Peele e in italiano da Paolo Vivio.
- Sorella Helley, doppiata in originale da Angela Bassett e in italiano da Alessandra Cassioli.
- Padre Bests, doppiato in originale da James Hong e in italiano Oliviero Dinelli.
- Buffalo Belzer, doppiato in originale da Ving Rhames e in italiano da Alessandro Rossi.
- Raul, doppiato in originale da Sam Zelaya e in italiano da Vittorio Thermes.
- Siobhan Klaxon, doppiata in originale da Tamara Smart e in italiano da Lucrezia Roma.

## Distribuzione
La pellicola è stata presentata in anteprima mondiale al Toronto International Film Festival l'11 settembre 2022 ed è stato distribuito in sale selezionate il 21 ottobre 2022, prima della sua uscita su Netflix il 28 ottobre 2022.

## Accoglienza

### Critica
Sull'aggregatore di recensione Rotten Tomatoes riceve il 81% delle recensione professionali positive, con un voto medio di 7 su 10 basato su 73 recensioni. Il consenso del sito web recita: "Vantando meraviglie visive all'altezza della sua storia ambiziosa e inclusiva, Wendell & Wild è una delizia spettrale per i fan dell'horror in erba". Su Metacritic ha un punteggio di 72 su 100, basato su 22 recensioni, indicando "recensioni generalmente favorevoli".